# Apinisia queenslandica
Apinisia queenslandica är en svampart som beskrevs av Apinis & R.G. Rees 1977. Apinisia queenslandica ingår i släktet Apinisia, ordningen Onygenales, klassen Eurotiomycetes, divisionen sporsäcksvampar och riket svampar.   Inga underarter finns listade i Catalogue of Life.